# Casual (dresscode)
 For alternative betydninger, se Casual. (Se også artikler, som begynder med Casual)
Casual wear (casual påklædning eller casual tøj) er en vestlig dresscode, der er afslappet, lejlighedsvis, spontan og til hver dags brug. Casual wear blev populær i Vesten i løbet af 1960'erne.
| Tøj | Spire Denne artikel om tøj, sko eller lignende er en spire som bør udbygges. Du er velkommen til at hjælpe Wikipedia ved at udvide den. |